# Шутенко Кім Олександрович
Кім Олександрович Шутенко (17 жовтня 1932, Харків — 13 червня 2010, м. Кіровоград) — радянський та український композитор, член Національної Спілки композиторів України, лауреат всеукраїнських конкурсів. Син Т. І. Шутенко.

## Біографія
Народився 17 жовтня 1932 року в Харкові. Навчався у Ростовському музичному училищі. 1956 року закінчив Державний музично-педагогічний інститут ім. Гнєсіних у Москві. У 1954–1959 роках — викладач, заступник директора Якутського музично-художнього училища. З 1959 по 1962 рік працював у Калузькому музичному училищі. Викладав теоретичні предмети та композицію у Кіровоградському музичному училищі (1962).

## Творчий доробок
Писав музику до спектаклів Кіровоградського музично-драматичного театру ім. М. Л. Кропивницького: «Лиха іскра поле спалить й сама щезне», «Катерина», а також до п'єс сучасних драматургів. Для симфонічного оркестру музичного училища створив «Козацьку увертюру», «Російську увертюру» та ін. Концерт для фортепіано з оркестром (1967) виконувався у Москві. У доробку багато дитячих п'єс для фортепіано, домри, балалайки, гобою, труби, скрипки. Автор багатьох пісень, циклу «27 двоголосних фуг на теми українських народних пісень».
Серед випускників його класу — три покоління музикантів: вчителів музичних шкіл, композиторів, музикознавців. Найвідоміший з них — народний артист Росії Ігор Крутой, заслужений артист Росії Юрій Ткаченко, члени Спілки композиторів України Олег Польовий, кандидати мистецтвознавства Ірина Сікорська, Марина Долгіх, композитори Олег Смирнов, Віталій Делестьянов, Олексій Харченко, автор-виконавець Андрій Фоменко та багато інших.
Помер 13 червня 2018 року в Кіровограді (нині Кропивницький).